# Jack Boothway
John „Jack“ Boothway (* 4. Februar 1919 in Manchester; † 7. April 1979 in Runcorn) war ein englischer Fußballspieler und Trainer. In seiner aktiven Laufbahn spielte der Stürmer zuerst in diversen Amateurligen bei Rusholme und Sedgeley Park, bevor er 1938 von Mossley unter Vertrag genommen wurde. Des Weiteren spielte er für Manchester City, Crewe Alexandra und den AFC Wrexham. Seinen ersten Trainerjob übte er bei Mossley aus, bevor er 1955 das Amt bei Northwich Victoria übernahm, wo er bis 1957 tätig war. Nach mehreren Jahren Pause übernahm er den Posten bei den Runcorn Linnets bis 1971.